# Tolnaodes calocraspeda
Tolnaodes calocraspeda là một loài bướm đêm trong họ Noctuidae.